# Marcos Woinski
Marcos Woinski (Buenos Aires, 1948), también conocido como Marcos Woinsky, es un actor argentino. Posee una extensa y variada carrera como actor de teatro, televisión y cine, donde es particularmente recordado por sus papeles secundarios en clásicos del cine argentino como Últimos días de la víctima y La historia oficial, y también por su participación en coproducciones internacionales rodadas en el país, como las películas de culto Deathstalker 2 y Norman's Awesome Experience.

## Biografía
Mientras daba sus primeros pasos en el mundo del cine argentino, Woinski realizó entre 1973 y 1977 estudios musicales con especialización en canto con Carmela Giuliano, en el Conservatorio Municipal “Manuel de Falla”.
En su larga trayectoria en teatro, cine y televisión, ha demostrado sus habilidades de canto y montaje a caballo, además de incursionar en escenas de pelea de espadas en films de espada y brujería. También tiene mucha experiencia en doblaje.
Dirigió teatro en 1977, con la obra Se necesita un hombre con cara de infeliz de Germán Ziclis.

## Vida personal
Woinski habla, además del Español y el castellano rioplatense, el idioma polaco y el inglés. Tiene ciudadanía europea además de argentina.

## Premios
- 1981 Nominación al Cóndor de Plata de la Asociación de Cronistas Cinematográficos de la Argentina: Revelación Masculina por Tiempo de revancha.
- 1975 Tercer Certamen de Teatro “Armando Discépolo”: Mención especial al Actor por Cuando comienza el luto.